# George Kenney
George Churchill Kenney (ur. 6 sierpnia 1889 w Yarmouth, zm. 9 sierpnia 1977 w Bay Harbor Islands) – amerykański lotnik wojskowy, generał United States Army Air Forces w czasie II wojny światowej. Dowodził siłami powietrznymi aliantów na południowo-zachodnim teatrze działań na Pacyfiku od sierpnia 1942 roku do zakończenia wojny w roku 1945.

## Młodość
George Kenney urodził się w Yarmouth, w prowincji Nowa Szkocja, a dorastał w Brookline w stanie Massachusetts, gdzie w roku 1907 ukończył szkołę średnią. Po trzech latach studiów porzucił MIT i rozpoczął pracę jako technik dla linii kolejowych Quebec Saguenay. W czerwcu 1917 roku wstąpił ochotniczo do sekcji lotniczej US Signal Corps, gdzie pobierał naukę pilotażu u znanego pilota Berta Acosty. Jako porucznik, w czasie I wojny światowej, Kenney odbył 75 lotów bojowych i zestrzelił dwa niemieckie samoloty (przypuszcza się, że jednym z zestrzelonych przezeń lotników niemieckich był Hermann Göring, późniejszy dowódca Luftwaffe w czasie II wojny światowej). Po zakończeniu działań zbrojnych Kenney pozostał przez jakiś czas w alianckich siłach okupacyjnych w Niemczech. w 1919 roku otrzymał awans na kapitana i stanowisko dowódcy 91 Dywizjonu Lotniczego.
W latach dwudziestych i trzydziestych XX wieku Kenney poszerzał swoje kwalifikacje i awansował do stopnia majora. Był również zaangażowany w wyznaczanie lokalizacji przyszłych lotnisk na Portoryko i Wyspach Dziewiczych Stanów Zjednoczonych. Udzielał się również aktywnie w pracach badawczych i rozwojowych; był m.in. prekursorem umieszczania karabinów maszynowych w skrzydłach samolotów pościgowych Amerykańskiego Korpusu Sił Powietrznych.
W roku 1939 Kenney, wówczas podpułkownik, dowodził Dywizją Eksperymentalną Korpusu i szkołą mechaników na lotnisku Wrighta w Ohio. W 1940 został wysłany jako attaché wojskowy do Francji, by obserwować działania lotnictwa alianckiego w początkowym okresie II wojny światowej. W rezultacie poczynionych przezeń obserwacji dokonano wiele zmian w przygotowaniach lotnictwa amerykańskiego do nowoczesnej wojny. W roku 1941 Kenney został mianowany generałem-brygadierem i objął dowództwo nad IV Flotą Powietrzną i obroną przeciwlotniczą Kalifornii, gdzie pozostawał do wybuchu wojny w dniu 7 grudnia 1941 roku, w chwili ataku na Pearl Harbor. Później został (jako jeden z najlepszych dowódców) skierowany w region Południowego Pacyfiku, gdzie – na terenie Australii – zaczął organizować swe siły.

## II wojna światowa

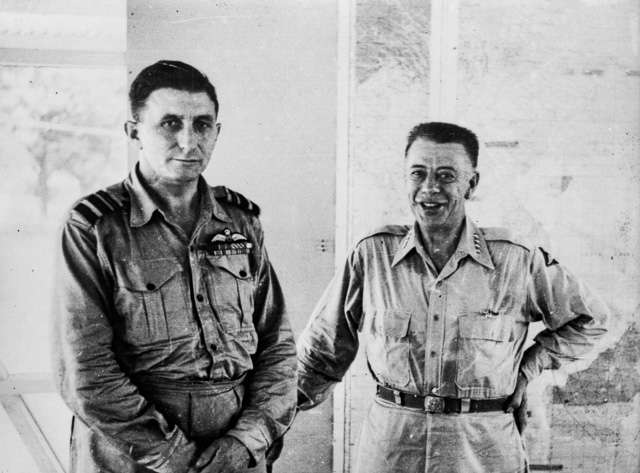
George Kenney (P) podczas spotkania z wicemarszałkiem George’em Jonesem z RAAF (1944)

W sierpniu 1942, już jako generał-major, Kenney objął dowodzenie nad wszystkimi siłami lotniczymi aliantów na obszarze południowo-zachodniego Pacyfiku, w tym nad nowo utworzoną V Flotą Powietrzną USAAF, przy czym podlegał bezpośrednio naczelnemu dowódcy wszystkich sił zbrojnych w regionie, generałowi Douglasowi MacArthurowi. Początkowo w oparciu o swoją kwaterę główną w Brisbane, Australia, później zaś z kwater polowych na Nowej Gwinei i Filipinach, Kenney dowodził połączonymi siłami USAAF, RAAF, RAF, jak również dywizjonami holenderskimi. Przez trzy lata prowadził działania powietrzne przeciwko Japończykom na i wokół Nowej Gwinei, Borneo i Filipin. W październiku 1942 roku został awansowany na stopień generała broni.
Jedną z najowocniejszych operacji Kenneya była bitwa na Morzu Bismarcka w marcu 1943 roku, kiedy to zagładzie uległa japońska flotylla zaopatrzeniowa. Strata większości tej armady, wiozącej sprzęt, amunicję i posiłki do Lae, rozwiała nadzieje Japończyków na odzyskanie kontroli nad Nową Gwineą.
W roku 1944 Kenney został mianowany dowódcą Amerykańskich Sił Powietrznych Dalekiego Wschodu, w skład których weszły V, XIII i VII Floty USAAF. Po wyzwoleniu Filipin podległe Kenneyowi lotnictwo brało udział w bojach o Iwo Jimę i Okinawę. Samoloty transportowe C-46 i C-47 podległej mu VII Floty były pierwszymi samolotami alianckimi, jakie lądowały w Japonii po podpisaniu przez nią aktu bezwarunkowej kapitulacji w dniu 2 września 1945 roku.

## Po wojnie
Kenney otrzymał stopień czterogwiazdkowego generała 9 marca 1945 roku, a po zakończeniu działań służył w Europie jako wyższy oficer sztabowy. W kwietniu 1946 został pierwszym dowódcą nowo sformowanego Strategic Air Command (SAC), ale wolał zajmować się politycznymi bojami o uznanie niezależnej United States Air Force. W rezultacie ucierpiała wydajność działań SAC, a w 1948 roku w miejsce Kenneya na dowódcę SAC powołano generała-porucznika Curtisa LeMaya.
Kenney do roku 1951 pracował jako komendant Air University. W czasie swej ponad 30-letniej kariery otrzymał wiele odznaczeń krajowych i zagranicznych. Po przejściu na emeryturę osiadł w miejscowości Bay Harbor Islands na Florydzie, gdzie zmarł w roku 1977. Jego spadkobiercy to pięciu synów i jedna córka.